# Federico Lohse
Federico Lohse (* 13. Mai 1912 in Antofagasta; † 29. November 1992 in Santiago de Chile) war ein chilenischer Maler der Naiven Kunst.

## Frühe Jahre
Als Sohn von Federico Lohse Schmidt und María Rosa Vargas Acosta lebte er mit seinen Eltern und Geschwistern in Salamanca, wo er in der Familienbäckerei arbeitete. Später ließ er sich in Los Vilos nieder, wo er sich der Malerei widmete. Seine Werke genießen bis heute große Anerkennung.

## Künstlerische Karriere
- 1972 stellte er seine Werke im Nationalmuseum der Schönen Künste in der von Nemesio Antúnez und Carlos Paeile organisierten Ausstellung „Instinktive Chilenische Malerei“.
- 1973 stellte er in der Carmen Waugh Kunstgalerie aus.
- 1985 stellte er in der Galerie des Hügels und der Fassade aus.
- 1987 stellte er bei der Kulturgesellschaft von Las Condes und erneut in der Galerie Die Fassade aus (naif-Ausstellung)
- 1989 und 1991 stellte er im Alhambra-Palast aus.

## Tod
Am Sonntag, dem 29. November 1992, starb er und wurde auf dem Allgemeinen Friedhof von Santiago begraben. In der Stadt Los Vilos trauerten zahlreiche Menschen um seinen Tod.

## Posthume Anerkennung
Im Jahr 2000 wurden seine Werke in der Kulturgesellschaft von Las Condes sowie in der Mezzanina-Halle des Nationalkongresses von Chile ausgestellt. In Los Vilos erhielt ein Lyzeum seinen Namen.